# Lecteria bipunctata
Lecteria bipunctata är en tvåvingeart som beskrevs av Edwards 1926. Lecteria bipunctata ingår i släktet Lecteria och familjen småharkrankar. Inga underarter finns listade i Catalogue of Life.